# Olha Bouslavets
Olha Anatoliïvna Bouslavets (en ukrainien : Ольга Анатоліївна Буславець) est une femme politique ukrainienne, née le 5 mars 1975 à Makiïvka.

## Biographie
Elle est diplômée de l'université technologique nationale de Donetsk en 1997.

### Carrière politique
Elle est ministre du gouvernement Chmyhal.